# Favoritisme
Le favoritisme désigne tout traitement de faveur par des représentants de l'État, notamment en ce qui concerne l'octroi de contrats publics, les subventions ou l'obtention de postes dans l'administration publique.

## Droit par pays

### Canada
Le favoritisme politique a donné lieu à divers scandales politiques dans l'histoire du Canada, lesquels ont mené à un durcissement des règles entourant les marchés publics ou les nominations dans la fonction publique.

### France
Le « délit de favoritisme » est créé en France par une loi de 1991, dans une perspective de moralisation de la vie publique. Cette dénomination courante désigne le délit d’octroi d’un avantage injustifié dans les marchés publics et les délégations de services publics (DSP). Ce délit a été précisé par plusieurs lois dans les années 1990 et 2010. Il vise à réprimer les atteintes à la liberté d’accès des candidats dans les marchés publics en permettant de sanctionner les entorses aux règles de publicité et de mise en concurrence. Il est repris au code pénal à l’article 432-14.